# Nazionale maschile di calcio del Sudafrica
La nazionale di calcio del Sudafrica (in afrikaans Suid-Afrikaanse nasionale sokkerspan, in inglese South Africa national football team), i cui calciatori sono soprannominati Bafana Bafana ("i nostri ragazzi" in lingua xhosa), è la rappresentativa nazionale di calcio dell'omonimo paese africano ed è posta sotto l'egida della South African Football Association.
La nazionale sudafricana esordì nel 1924 e tornò sulla scena internazionale nel 1992, dopo una sospensione di sedici anni inflittale dalla FIFA e un bando effettivo di 40 anni causato dalle politiche di apartheid del governo nazionale. Ha ospitato la Coppa d'Africa 1996 e in quell'occasione si aggiudicò il torneo. Ha partecipato a tre fasi finali del campionato del mondo (1998, 2002 e 2010, nell'edizione disputata in casa), venendo eliminata in ogni circostanza al primo turno. Ha partecipato da paese ospitante alla Confederations Cup del 2009, chiusa al quarto posto.
Nella graduatoria FIFA in vigore da agosto 1993 il miglior posizionamento raggiunto dal Sudafrica è il 16º posto dell'agosto 1996, mentre il peggiore è il 124º posto del dicembre 1992. Occupa la 66ª posizione della classifica.

## Storia

### La nascita e la lunga esclusione
L'estremo stato del continente nero conobbe il calcio grazie agli inglesi, con la federazione che sorse nel 1892. L'affiliazione alla FIFA avvenne nel 1952, ma nel febbraio 1957, prima di affrontare l'Etiopia nell'edizione inaugurale della Coppa d'Africa, i dirigenti pretesero di far giocare una squadra composta di soli bianchi: il fatto comportò l'esclusione dal torneo. A metà degli anni '60 la situazione dell'apartheid spinse la FIFA a comminare una squalifica più lunga, che durò sino al 1991. Il ritorno ufficiale si consumò a Durban il 7 luglio 1992, quando la squadra batté (per 1-0) il Camerun.

### La ripresa

#### Campioni d'Africa e la Confederations Cup (1996-1997)

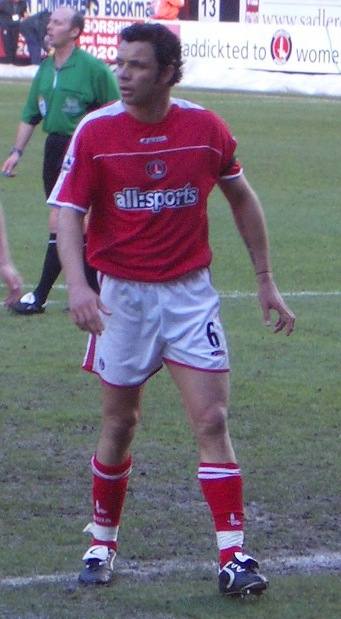
Il difensore Mark Fish, colonna difensiva dei Bafana Bafana negli anni Novanta e Duemila.

Nel 1996, a seguito della rinuncia keniota, la Coppa d'Africa fu ospitata proprio dai Bafana Bafana. All'esordio assoluto nella competizione, fu ottenuta una vittoria per 3-0 ancora contro i Leoni indomabili: i gol furono di Masinga, Williams e Moshoeu. Il successivo 1-0 contro l'Angola grazie a Williams qualificò il Sudafrica per i quarti di finale; nell'ultimo incontro del girone, i padroni di casa persero con l'Egitto che li accompagnò al turno seguente. Battendo di misura (2-1) l'Algeria, venne centrato l'accesso alle semifinali: il Ghana fu travolto per 3-0, con doppietta di Moshoeu e sigillo finale di Bartlett. Il 3 febbraio, superando per 2-0 la Tunisia con le reti di Williams, i Bafana bafana vinsero il trofeo coronando - come meglio non potevano - il proprio ritorno sulla scena internazionale. L'affermazione in campo continentale valse inoltre l'ingresso alla Confederations Cup 1997, la prima organizzata dalla Fifa.
Prima di partecipare alla manifestazione, il Sudafrica ottenne anche una storica qualificazione ai Mondiali: il 16 agosto 1997, un gol di Masinga al Rep. del Congo permise di staccare il biglietto per Francia 1998. La Confederations Cup si svolse invece nel dicembre dello stesso anno, con il Sudafrica che debuttò pareggiando contro la Rep. Ceca: la doppietta di Šmicer non bastò per assicurare ai cechi - all'epoca seconda miglior formazione d'Europa - i 3 punti. La sconfitta con gli Emirati Arabi Uniti minò tuttavia le speranze di qualificazione, poi definitivamente abbattute dal 4-3 contro l'Uruguay. Nonostante l'eliminazione al primo turno, la squadra fu giudicata la più corretta del torneo ricevendo il premio fair play.

#### Le prime partecipazioni alla Coppa del mondo (1998-2002)
Secondo classificato in Coppa d'Africa nel febbraio 1998, a giugno il Sudafrica esordì ai Mondiali. La prima partita, contro i padroni di casa della Francia, finì 3-0 per i Blues; nel successivo incontro, pareggiato 1-1 con la Danimarca, McCarthy rispose al vantaggio di Nielsen trovando il primo storico gol dei Bafana Bafana nella competizione. Anche l'ultima partita, decisiva per passare il turno, finì in parità: il 2-2 contro l'Arabia Saudita fu firmato da Bartlett, autore di una doppietta che non bastò per accedere agli ottavi di finale. Nel 2000 la formazione raggiunse il terzo podio consecutivo a livello continentale, conquistando la medaglia di bronzo.
Il 1º luglio 2001 fu un'altra data storica per il calcio locale, poiché strappando un pari (2-2) in Burkina Faso i sudafricani accedettero - per la seconda volta consecutiva - ai Mondiali. La rassegna nippo-coreana fu migliore dal punto di vista dei risultati, allorché all'iniziale 2-2 con il Paraguay (raggiunto in rimonta) seguì la prima vittoria di sempre nella manifestazione, conseguita ai danni della Slovenia: il gol di Nomvethe eliminò, di fatto, gli slavi. Il passaggio del turno era decisamente vicino, ma fallì all'ultimo ostacolo: la sconfitta per 3-2 contro la già qualificata Spagna e il contemporaneo 3-1 dei sudamericani contro gli sloveni fecero scivolare al terzo posto gli africani, cui sarebbe bastato un punto (oppure una disfatta paraguaiana) per superare la prima fase.

### Le manifestazioni ospitate
Il 15 maggio 2004 l'allora presidente della Fifa Sepp Blatter annunciò che il Sudafrica avrebbe ospitato il mondiale del 2010 (e - di conseguenza - la Confederations Cup 2009). Il paese vinse la concorrenza del Marocco, fatto che suscitò numerose polemiche: nel 2015, al culmine di un'indagine condotta dall'FBI, Danny Jordaan (organizzatore del torneo) rivelò che lo stato aveva versato 10 milioni alla FIFA per aggiudicarsi l'organizzazione della coppa. Si scoprì inoltre che la nazione maghrebina aveva vinto per 2 voti il sorteggio, poi pilotato a favore dei Bafana Bafana.

#### Confederations Cup 2009
Nel giugno 2009, come prova generale del mondiale, il Sudafrica ospitò la Confederations Cup. Il torneo si distinse per la comparsa della vuvuzela, strumento sonoro le cui note accompagnarono le partite. La nazionale di casa esordì pareggiando per 0-0 contro l'Iraq, poi sconfisse per 2-0 la Nuova Zelanda e fu battuta per 2-0 dalla Spagna, terminando il girone A in seconda posizione. In semifinale il Sudafrica fu battuto di misura dal Brasile, che trovò il gol dell'1-0 a due minuti dalla fine della partita. Nella gara per il terzo posto i sudafricani capitolarono contro la Spagna (che li aveva già battuti nel gruppo), terminando così il torneo in quarta posizione.

#### Mondiale 2010

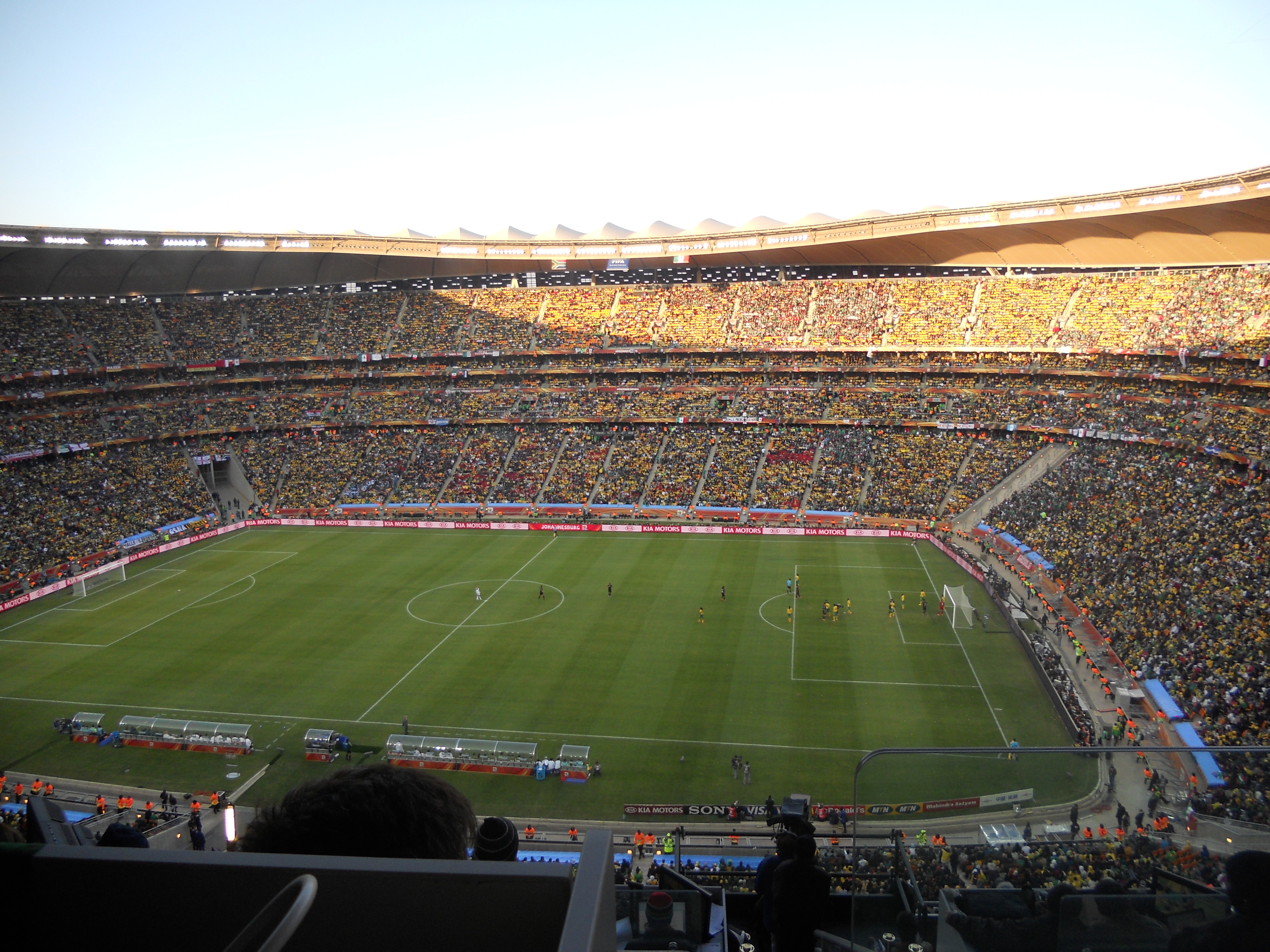
Vista interna del Soccer City di Johannesburg, ricostruito per i Mondiali 2010.

L'anno dopo, nel 2010, il Sudafrica ospitò il campionato mondiale di calcio, che per la prima volta si svolse in Africa.
Nel 2005 gli organizzatori avevano pubblicato un elenco provvisorio di dodici stadi da impiegare per il torneo, dislocati a Bloemfontein, Città del Capo, Durban, Johannesburg (sede di due impianti), Kimberley, Nelspruit, Orkney, Polokwane, Port Elizabeth, Pretoria e Rustenburg. Tale lista era poi stata ridotta a dieci stadi (scartando le città di Kimberley e Orkney) e annunciata ufficialmente dalla FIFA il 17 marzo 2006. L'altitudine dei diversi stadi, nelle città africane, influenzò il movimento della palla e le prestazioni dei giocatori, anche se il capo medico della FIFA minimizzò tale impatto. Sei dei dieci stadi erano situati a oltre 1200 metri sul livello del mare, con i due stadi di Johannesburg (Soccer City ed Ellis Park) ben oltre: uno dei due era a circa 1750 m. Gli stadi in ordine di altezza sono: il Soccer City e Ellis Park, 1753m; Royal Bafokeng Stadium, 1500m; Free State Stadium, 1400m; Peter Mokaba Stadium, 1310m; Loftus Versfeld Stadium, 1214m; Mbombela Stadium, 660m; Green Point Stadium, Moses Mabhida Stadium e Nelson Mandela Bay Stadium vicino al livello del mare.
Lo stadio selezionato per l'incontro d'apertura dell'11 giugno 2010 fu il FNB Stadium di Johannesburg (chiamato durante la competizione Soccer City), che ospitò anche la finale dell'11 luglio. Per il mondiale ne fu aumentata la capienza dagli originari 80.000 posti a sedere a 94.700 (ciononostante durante la manifestazione iridata la capacità massima fu di fatto limitata a 84.490 per via delle postazioni riservate alla stampa ed ai VIP).
Il 23 ottobre 2009, dopo l'esonero di Joel Santana, Carlos Parreira tornò alla guida del Sudafrica. Aveva già ricoperto tale ruolo dal 2006 al 2008.

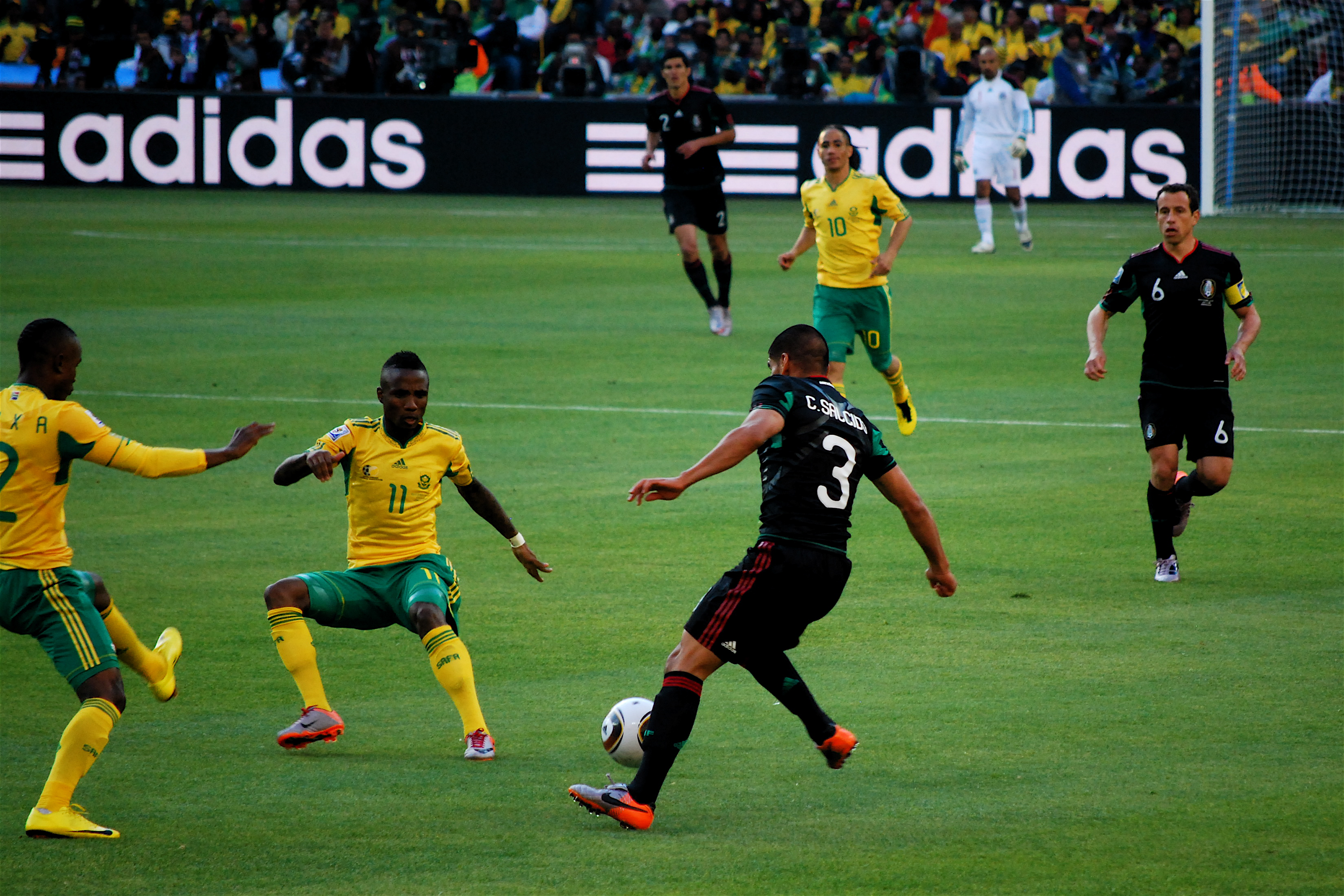
Azione di gioco durante la gara inaugurale della fase finale del mondiale 2010 tra Sudafrica e.

Ai sorteggi del 4 dicembre 2009 la nazionale sudafricana fu testa di serie in quanto rappresentativa del paese ospitante, e non per ranking FIFA. Nel girone A i Bafana Bafana furono opposti a Messico, Uruguay e ai vice-campioni del mondo della Francia. Gli africani ritrovarono nella fase a gruppi i transalpini, come nel mondiale di Francia 1998, anno della prima partecipazione del Sudafrica alla fase finale di un mondiale.
L'ex presidente del Sudafrica e simbolo nazionale Nelson Mandela, che aveva fortemente caldeggiato la candidatura del Sudafrica a sede dell'evento, non poté presenziare alla cerimonia di apertura a causa di un grave lutto in famiglia: la nipote tredicenne, infatti, aveva perso la vita in un incidente automobilistico proprio alla vigilia della manifestazione. Un mese dopo egli presenziò a sorpresa alla cerimonia di chiusura, poco prima che le due finaliste scendessero in campo.
Nella partita inaugurale della manifestazione il Sudafrica pareggiò contro il Messico per 1-1. Dopo un primo tempo di studio, nel secondo tempo, al 55' Siphiwe Tshabalala segnò il gol del provvisorio 1-0. Verso il finire della gara il capitano del Messico Rafael Márquez segnò al 79' il gol del pareggio. Nella seconda giornata l'Uruguay si dimostrò avversario di valore superiore e con una doppietta di Diego Forlán (un gol su calcio di rigore) e un gol di Álvaro Pereira travolse il Sudafrica per 3-0. Ininfluente fu per i Bafana Bafana la vittoria, seppur prestigiosa, ottenuta all'ultima giornata contro una derelitta Francia. Ai padroni di casa serviva vincere per 3-0 per riequilibrare la differenza reti: all'inizio sembrò riuscirci, portandosi sul 2-0, ma al 70' Florent Malouda segnò la rete del 2-1, risultato che eliminò entrambe le nazionali dal torneo. I padroni di casa furono quindi eliminati al primo turno, diventando la prima nazionale ospitante ad essere eliminata nella fase a gironi.
A mondiale concluso, alla scadenza del proprio contratto, Carlos Alberto Parreira annunciò il proprio ritiro dall'attività di allenatore, ma rimase come collaboratore in seno alla federazione.

### Prestazioni altalenanti (2010-oggi)
Alla fine del mondiale 2010 la panchina della nazionale fu affidata a Pitso Mosimane, collaboratore di Parreira. La squadra mancò la qualificazione alla fase finale della Coppa d'Africa 2012: inserita nel gruppo G assieme a Niger, Egitto e Sierra Leone, il Sudafrica vinse contro il Niger (2-0), pareggiò contro la Sierra Leone (0-0), vinse all'andata (1-0) e pareggiò al ritorno (0-0) contro l'Egitto e perse la partita di ritorno contro il Niger (2-1). All'ultima giornata il Niger era a 9 punti, con Sudafrica e Sierra Leone a 8 ed Egitto a 2. All'ultima giornata l'Egitto batté il Niger per 3-0, mentre il Sudafrica se la vide con la Sierra Leone. Certo che, a parità di punti, uno 0-0 favorisse la qualificazione dei Bafana Bafana per via della migliore differenza reti (Sudafrica +2, Sierra Leone 0 e Niger -2) e ignaro che, secondo il primo punto del regolamento, sarebbe andato avanti il Niger per il vantaggio negli scontri diretti (6 punti, frutto di 2 vittorie e 2 sconfitte, contro 5 punti frutto di 1 vittoria, 2 pareggi e 1 sconfitta sia per il Sudafrica sia per la Sierra Leone), Mosimane invitò i suoi a chiudere l'incontro sullo 0-0, credendo di ottenere in tal
modo la qualificazione, ma regalando di fatto al Niger la qualificazione alla fase finale della competizione.
Il 4 settembre 2006 la CAF aveva assegnato le tre edizioni della Coppa d'Africa e la Libia era riuscita ad aggiudicarsi l'organizzazione della fase finale di questa edizione della competizione. In seguito allo scoppio della guerra civile libica nel 2011, il 28 settembre dello stesso anno la CAF decise uno scambio di edizioni: il Sudafrica avrebbe ospitato quella del 2013, mentre la Libia sarebbe stata sede della fase finale del torneo nel 2017.
Nel giugno del 2012 il Sudafrica iniziò le qualificazioni CAF al campionato del mondo 2014. Due giorni dopo il pareggio all'esordio in casa contro l'Etiopia (1-1) Mosimane fu esonerato e rimpiazzato ad interim da Steve Komphela, prima della nomina del nuovo CT. Il 30 giugno 2012 si insediò come CT Gordon Igesun, che firmò un contratto di due anni. Nel girone delle qualificazioni CAF al mondiale brasiliano il Sudafrica si piazzò secondo dietro l'Etiopia, venendo clamorosamente eliminato.
Nel gennaio 2013 i Bafana Bafana ospitarono la Coppa d'Africa, per la seconda dopo la fase finale del 1996. La partita inaugurale e la finale del torneo sarebbero ospitate dal FNB Stadium di Johannesburg. Il Sudafrica superò il girone con 5 punti, frutto di una vittoria e 2 pareggi, accedendo così ai quarti di finale; i padroni di casa perserò però contro iil Mali, che trionfò ai tiri di rigore dopo l'1-1 dei tempi regolamentari.
Nel giugno 2014 la collaborazione tra Igesun e la federazione si interruppe. A luglio lo rimpiazzò Ephraim Mashaba, sotto la cui guida il Sudafrica si qualificò alla fase finale della Coppa d'Africa 2015, che si giocò in Guinea Equatoriale, eliminando all'ultima giornata del girone la Nigeria, fermata dai sudafricani sul 2-2 in casa sua. Nella fase finale, però, i Bafana Bafana non riuscirono a superare il girone, che li vedeva impegnati con Ghana, Algeria e Senegal.
Mashaba non riuscì a qualificare il Sudafrica alla fase finale della Coppa d'Africa 2017. Nel novembre 2016, dopo aver tenuto un comportamento giudicato deplorevole nel post-partita della sfida valida per le qualificazioni al campionato del mondo 2018 e vinta il 12 novembre per 2-1 contro il Senegal, Mashaba fu sospeso per ragioni disciplinari, avendo accusato alcuni dirigenti federali, per poi essere esonerato il mese successivo.
Il 4 maggio 2017 fu nominato CT il rientrante Stuart Baxter, già alla guida della nazionale dal 2004 al 2005. Il Sudafrica non riuscì a qualificarsi al campionato del mondo 2018, terminando all'ultimo posto il girone con Senegal, Burkina Faso e Capo Verde.
Nell'agosto 2019 la panchina della nazionale fu affidata a Molefi Ntseki, che rimase in carica per un biennio. Qualificatasi alla Coppa d'Africa 2019 grazie al secondo posto nel girone vinto dalla Nigeria (in cui il Sudafrica fu l'unica squadra imbattuta), nelle tre partite del girone la nazionale sudafricana ottenne una vittoria (1-0 contro la Namibia) e due sconfitte (entrambe per 1-0, contro Costa d'Avorio e Marocco) e riuscì ad accedere agli ottavi di finale occupando il quarto posto, l'ultimo disponibile per la qualificazione, nella graduatoria delle sei terze classificate nei gironi. Contro l'Egitto padrone di casa e favorito si impose per 1-0, poi fu eliminato ai quarti dalla Nigeria (2-1). In seguito la nazionale fallì la qualificazione alla Coppa d'Africa 2021, terminando il girone di qualificazione con 10 punti ottenuti su 18 disponibili, al terzo posto nel proprio raggruppamento. 
Nel maggio 2021 in panchina subentrò il belga Hugo Broos, sotto la cui guida la squadra chiuse il girone di secondo turno delle qualificazioni CAF al campionato del mondo 2022 a pari punti e pari differenza reti con il Ghana, ma a causa del minore numero di gol segnati (6 contro i 7 dei rivali) fu relegata al secondo posto della classifica del raggruppamento, mancando così l'accesso agli spareggi finali per il campionato del mondo. Nella Coppa d'Africa 2023 i bafana bafana superarono il girone come secondi classificati, con una sconfitta (0-2 contro il Mali), una vittoria (4-0 contro la Namibia) e un pareggio (0-0 contro la Tunisia), poi eliminò il Marocco (2-0) agli ottavi di finale e Capo Verde ai quarti (1-1 dopo i tempi supplementari 4-2 ai tiri di rigore), tornando in semifinale nel torneo dopo ventiquattro anni. Qui fu eliminato dalla Nigeria (0-0 dopo i tempi supplementari, 2-4 ai tiri di rigore) e poi ottenne il terzo battendo nella finale di consolazione la RD del Congo (0-0 dopo i tempi supplementari, 6-5 dopo i tiri di rigore).

## Colori e simboli

### Sponsorizzazioni
Quando la squadra ritornò a giocare a livello internazionale nel 1992, le maglie vennero fornite dalla società di abbigliamento sportivo italiana Kappa, con la quale venne stipulato un contratto fino al Campionato mondiale di calcio 1998.
A partire dal 1998, le divise per tutte le squadre di calcio sudafricane vennero fornite dalla tedesca Adidas. Si ritiene che il contratto di sponsorizzazione valesse 14 milioni di rand all'anno. Il contratto terminò nel 2010.
Il 7 giugno 2011, la SAFA annunciò che Puma sarebbe stato il suo nuovo sponsor tecnico e rivelò il nuovo kit dei Bafana Bafana.
Due anni più tardi, nel mese di ottobre 2013, Puma ha rescisso il contratto a causa di alcune partite truccate dalla nazionale sudafricana prima del Mondiale 2010.
Da marzo 2014 la Nike è diventata il fornitore tecnico del Sudafrica.
La squadra ha un solo sponsor principale, Castle Lager, marchio di proprietà della South African Breweries. Altri sponsor e fornitori sono Energade e Tsogo Sun Hotels.

### Divise storiche
| Coppa d'Africa 1996 | Coppa d'Africa 1996                                                                 | Coppa d'Africa 1996 | Coppa d'Africa 1996 |
| --- | ----------------------------------------------------------------------------------- | ------------------- | ------------------- |
| Casa | Trasferta                                                                           |                     |                     |
| Manica sinistra · Manica sinistra · Maglietta · Maglietta · Manica destra · Manica destra · Pantaloncini · Pantaloncini · Calzettoni · Calzettoni | Manica sinistra · Maglietta · Maglietta · Manica destra · Pantaloncini · Calzettoni |                     |                     |
| Kappa |                                                                                     |                     |                     |

| Mondiale 1998 | Mondiale 1998 | Mondiale 1998 | Mondiale 1998 |
| --- | --- | ------------- | ------------- |
| Casa | Trasferta |               |               |
| Manica sinistra · Manica sinistra · Maglietta · Maglietta · Manica destra · Manica destra · Pantaloncini · Pantaloncini · Calzettoni | Manica sinistra · Manica sinistra · Maglietta · Maglietta · Manica destra · Manica destra · Pantaloncini · Pantaloncini · Calzettoni · Calzettoni |               |               |
| Kappa | |               |               |

| Mondiale 2002 | Mondiale 2002 | Mondiale 2002 | Mondiale 2002 |
| --- | --- | ------------- | ------------- |
| Casa | Trasferta |               |               |
| Manica sinistra · Manica sinistra · Maglietta · Maglietta · Manica destra · Manica destra · Pantaloncini · Pantaloncini · Calzettoni · Calzettoni | Manica sinistra · Manica sinistra · Maglietta · Maglietta · Manica destra · Manica destra · Pantaloncini · Pantaloncini · Calzettoni · Calzettoni |               |               |
| adidas | |               |               |

| Coppa d'Africa 2006 | Coppa d'Africa 2006 | Coppa d'Africa 2006 | Coppa d'Africa 2006 |
| --- | --- | ------------------- | ------------------- |
| Casa | Trasferta |                     |                     |
| Manica sinistra · Manica sinistra · Maglietta · Maglietta · Manica destra · Manica destra · Pantaloncini · Pantaloncini · Calzettoni · Calzettoni | Manica sinistra · Manica sinistra · Maglietta · Maglietta · Manica destra · Manica destra · Pantaloncini · Pantaloncini · Calzettoni · Calzettoni |                     |                     |
| adidas | |                     |                     |

| Coppa d'Africa 2008 | Coppa d'Africa 2008 | Coppa d'Africa 2008 | Coppa d'Africa 2008 |
| --- | --- | ------------------- | ------------------- |
| Casa | Trasferta |                     |                     |
| Manica sinistra · Manica sinistra · Maglietta · Maglietta · Manica destra · Manica destra · Pantaloncini · Pantaloncini · Calzettoni · Calzettoni | Manica sinistra · Manica sinistra · Maglietta · Maglietta · Manica destra · Manica destra · Pantaloncini · Pantaloncini · Calzettoni · Calzettoni |                     |                     |
| adidas | |                     |                     |

| Mondiale 2010 | Mondiale 2010 | Mondiale 2010 | Mondiale 2010 |
| --- | --- | ------------- | ------------- |
| Casa | Trasferta |               |               |
| Manica sinistra · Manica sinistra · Maglietta · Maglietta · Manica destra · Manica destra · Pantaloncini · Pantaloncini · Calzettoni · Calzettoni | Manica sinistra · Manica sinistra · Maglietta · Maglietta · Manica destra · Manica destra · Pantaloncini · Pantaloncini · Calzettoni · Calzettoni |               |               |
| adidas | |               |               |

| 2011 | 2011 | 2011 | 2011 |
| --- | --- | ---- | ---- |
| Casa | Trasferta |      |      |
| Manica sinistra · Manica sinistra · Maglietta · Maglietta · Manica destra · Manica destra · Pantaloncini · Pantaloncini · Calzettoni · Calzettoni | Manica sinistra · Manica sinistra · Maglietta · Maglietta · Manica destra · Manica destra · Pantaloncini · Pantaloncini · Calzettoni · Calzettoni |      |      |
| Puma | |      |      |

| Coppa d'Africa 2013                                                                 | Coppa d'Africa 2013                                                                 | Coppa d'Africa 2013 | Coppa d'Africa 2013 |
| ----------------------------------------------------------------------------------- | ----------------------------------------------------------------------------------- | ------------------- | ------------------- |
| Casa                                                                                | Trasferta                                                                           |                     |                     |
| Manica sinistra · Maglietta · Maglietta · Manica destra · Pantaloncini · Calzettoni | Manica sinistra · Maglietta · Maglietta · Manica destra · Pantaloncini · Calzettoni |                     |                     |
| Puma                                                                                |                                                                                     |                     |                     |

| 2014                                                                                | 2014                                                                                | 2014 | 2014 |
| ----------------------------------------------------------------------------------- | ----------------------------------------------------------------------------------- | ---- | ---- |
| Casa                                                                                | Trasferta                                                                           |      |      |
| Manica sinistra · Maglietta · Maglietta · Manica destra · Pantaloncini · Calzettoni | Manica sinistra · Maglietta · Maglietta · Manica destra · Pantaloncini · Calzettoni |      |      |
| Nike                                                                                |                                                                                     |      |      |

| Coppa d'Africa 2015 | Coppa d'Africa 2015 | Coppa d'Africa 2015 | Coppa d'Africa 2015 |
| --- | --- | ------------------- | ------------------- |
| Casa | Trasferta |                     |                     |
| Manica sinistra · Manica sinistra · Maglietta · Maglietta · Manica destra · Manica destra · Pantaloncini · Pantaloncini · Calzettoni · Calzettoni | Manica sinistra · Manica sinistra · Maglietta · Maglietta · Manica destra · Manica destra · Pantaloncini · Calzettoni · Calzettoni |                     |                     |
| Nike | |                     |                     |

## Commissari tecnici
- Jeff Butler (1992)
- Stanley Tshabalala (1992)
- Ephraim Mashaba (1992)
- Augusto Palacios (1992–1994)
- Clive Barker (1994–1997)
- Jomo Sono (1998)
- Philippe Troussier (1998)
- Trott Moloto (1998–2000)
- Carlos Queiroz (2000–2002)
- Jomo Sono (2002)
- Trott Moloto (2002)
- Ephraim Mashaba (2002–2004)
- April Phumo (2004)
- Stuart Baxter (2004–2005)
- Ted Dumitru (2005–2006)
- Pitso Mosimane (2006)
- Carlos Alberto Parreira (2006–2008)
- Joel Santana (2008–2009)
- Carlos Alberto Parreira (2009–2010)
- Pitso Mosimane (2010–2012)
- Steve Komphela (2012)
- Gordon Igesund (2012–2014)
- Ephraim Mashaba (2014–2016)
- Stuart Baxter (2017–2019)
- Molefi Ntseki (2019–2021)
- Hugo Broos (2021–in carica)

## Palmarès
- Coppa d'Africa: 1

Sudafrica 1996
- Coppa afro-asiatica: 1

1997
- Coppa COSAFA: 5

2002, 2007, 2008, 2016, 2021

## Partecipazioni ai tornei internazionali
Legenda: Grassetto: Risultato migliore, Corsivo: Mancate partecipazioni

## Statistiche dettagliate sui tornei internazionali

### Mondiali
| Anno | Luogo                    | Piazzamento        | V | N | P | Gol |
| ---- | ------------------------ | ------------------ | - | - | - | --- |
| 1930 | Uruguay                  | Non partecipante   | - | - | - | -   |
| 1934 | Italia                   | Non partecipante   | - | - | - | -   |
| 1938 | Francia                  | Non partecipante   | - | - | - | -   |
| 1950 | Brasile                  | Non partecipante   | - | - | - | -   |
| 1954 | Svizzera                 | Non partecipante   | - | - | - | -   |
| 1958 | Svezia                   | Non partecipante   | - | - | - | -   |
| 1962 | Cile                     | Non partecipante   | - | - | - | -   |
| 1966 | Inghilterra              | Sospesa dalla FIFA | - | - | - | -   |
| 1970 | Messico                  | Sospesa dalla FIFA | - | - | - | -   |
| 1974 | Germania Ovest           | Sospesa dalla FIFA | - | - | - | -   |
| 1978 | Argentina                | Esclusa dalla FIFA | - | - | - | -   |
| 1982 | Spagna                   | Esclusa dalla FIFA | - | - | - | -   |
| 1986 | Messico                  | Esclusa dalla FIFA | - | - | - | -   |
| 1990 | Italia                   | Esclusa dalla FIFA | - | - | - | -   |
| 1994 | Stati Uniti              | Non qualificata    | - | - | - | -   |
| 1998 | Francia                  | Primo turno        | 0 | 2 | 1 | 3:6 |
| 2002 | Corea del Sud / Giappone | Primo turno        | 1 | 1 | 1 | 5:5 |
| 2006 | Germania                 | Non qualificata    | - | - | - | -   |
| 2010 | Sudafrica                | Primo turno        | 1 | 1 | 1 | 3:5 |
| 2014 | Brasile                  | Non qualificata    | - | - | - | -   |
| 2018 | Russia                   | Non qualificata    | - | - | - | -   |
| 2022 | Qatar                    | Non qualificata    | - | - | - | -   |

### Confederations Cup
| Anno | Luogo                    | Piazzamento        | V | N | P | Gol |
| ---- | ------------------------ | ------------------ | - | - | - | --- |
| 1992 | Arabia Saudita           | Esclusa dalla FIFA | - | - | - | -   |
| 1995 | Arabia Saudita           | Non qualificata    | - | - | - | -   |
| 1997 | Arabia Saudita           | Primo turno        | 0 | 1 | 2 | 5:7 |
| 1999 | Messico                  | Non qualificata    | - | - | - | -   |
| 2001 | Corea del Sud / Giappone | Non qualificata    | - | - | - | -   |
| 2003 | Francia                  | Non qualificata    | - | - | - | -   |
| 2005 | Germania                 | Non qualificata    | - | - | - | -   |
| 2009 | Sudafrica                | Quarto posto       | 1 | 1 | 3 | 4:6 |
| 2013 | Brasile                  | Non qualificata    | - | - | - | -   |
| 2017 | Russia                   | Non qualificata    | - | - | - | -   |

## Tutte le rose

### Mondiali
Coppa del Mondo FIFA 19981 Vonk, 2 Mnguni, 3 Nyathi, 4 Jackson, 5 Fish, 6 Masinga, 7 Fortune, 8 Phiri, 9 Bartlett, 10 Moshoeu, 11 Mkhalele, 12 Augustine, 13 Buckley, 14 Sikhosana, 15 Khumalo, 16 Baloyi, 17 McCarthy, 18 Morula, 19 Radebe, 20 Mokoena, 21 Issa, 22 Gopane, CT: Troussier
Coppa del Mondo FIFA 20021 Vonk, 2 Nzama, 3 Carnell, 4 A. Mokoena, 5 Lekgetho, 6 Sibaya, 7 Fortune, 8 Mngomeni, 9 Mukansi, 10 Mnguni, 11 Pule, 12 T. Mokoena, 13 Issa, 14 Nomvethe, 15 Zuma, 16 Arendse, 17 McCarthy, 18 Buckley, 19 Radebe, 20 Marlin, 21 Pienaar, 22 Molefe, 23 Koumantarakis, CT: Sono
Coppa del Mondo FIFA 20101 Josephs, 2 Gaxa, 3 Masilela, 4 Mokoena, 5 Ngcongca, 6 Sibaya, 7 Davids, 8 Tshabalala, 9 Mphela, 10 Pienaar, 11 Modise, 12 Letsholonyane, 13 Dikgacoi, 14 Booth, 15 Thwala, 16 Khune, 17 Parker, 18 Nomvethe, 19 Moriri, 20 Khumalo, 21 Sangweni, 22 Walters, 23 Khuboni, CT: Parreira

### Coppa d'Africa
Coppa d'Africa 1996P Arendse, P De Sá, P Tlale, D Fish, D Motale, D Motaung, D Nyathi, D Radebe, D Tovey, D Tucker, C Buthelezi, C Khumalo, C Makalakalane, C Mkhalele, C Moeti, C Moosa, C Moshoeu, C Tinkler, A Bartlett, A Masinga, A Mudau, A Williams, CT: Barker
Coppa d'Africa 19981 Baloyi, 2 Rabutla, 3 Nyathi, 4 Jackson, 5 Fish, 6 Masinga, 7 Bapela, 8 Ngobe, 9 Mokoena, 10 Moshoeu, 11 Mkhalele, 12 Augustine, 13 Ndlanya, 14 Fortune, 15 Mooki, 16 Gopane, 17 McCarthy, 18 Moeti, 19 Radebe, 20 Silent, 21 Mnguni, 22 Tlale, CT: Sono
Coppa d'Africa 20001 Vonk, 2 Khomane, 3 Schoeman, 4 Radebe, 5 Fish, 6 Salmon, 7 Fortune, 8 Mngomeni, 9 Bartlett, 10 Moshoeu, 11 Mkhalele, 12 Lekoelea, 13 Issa, 14 Ndlanya, 15 Mudau, 16 Tlale, 17 Nomvethe, 18 Bapela, 19 Ngobe, 20 Shai, 21 Tinkler, 22 Arendse, CT: Moloto
Coppa d'Africa 20021 Vonk, 2 Mabizela, 3 Carnell, 4 Kannemeyer, 5 Booth, 6 Sibaya, 7 Fortune, 8 Mngomeni, 9 Bartlett, 10 Mnguni, 11 August, 12 Sheppard, 13 Issa, 14 Nomvethe, 15 Zuma, 16 Baloyi, 17 McCarthy, 18 Buckley, 19 A. Mokoena, 20 Schoeman, 21 Tinkler, 22 Arendse, CT: Queiroz
Coppa d'Africa 20041 Arendse, 2 Molefe, 3 Lekgetho, 4 A. Mokoena, 5 Mabizela, 6 Sibaya, 7 Kannemeyer, 8 Mnguni, 9 Nhleko, 10 Fredericks, 11 Pule, 12 T. Mokoena, 13 Mhlongo, 14 Nomvethe, 15 Zuma, 16 Baron, 17 Winstanley, 18 Buckley, 19 Moshoeu, 20 Coyle, 21 Mayo, 22 Roberts, CT: Phumo
Coppa d'Africa 20061 Marlin, 2 Tau, 3 Tshabalala, 4 Katza, 5 Mabizela, 6 Gaxa, 7 Tshabalala, 8 Gumbi, 9 Nhleko, 10 Vilakazi, 11 van Heerden, 12 Makhanya, 13 Issa, 14 Nomvethe, 15 Zuma, 16 Josephs, 17 McCarthy, 18 Mphela, 19 Masilela, 20 Nkosi, 21 Mere, 22 Phali, 23 Mokoena, CT: Dumitru
Coppa d'Africa 20081 Fernández, 2 Fransman, 3 Masilela, 4 Mokoena, 5 Morris, 6 Davids, 7 Nhlapo, 8 Tshabalala, 9 Moriri, 10 Pienaar, 11 van Heerden, 12 Modise, 13 Mhlongo, 14 Chabangu, 15 Zuma, 16 Josephs, 17 Mphela, 18 Walaza, 19 Moon, 20 Evans, 21 Fanteni, 22 Dikgacoi, 23 Khune, CT: Parreira
Coppa d'Africa 20131 Sandilands, 2 Gaxa, 3 Masilela, 4 Nthethe, 5 Ngcongca, 6 Chabangu, 7 Majoro, 8 Tshabalala, 9 Mphela, 10 Serero, 11 Matlaba, 12 Letsholonyane, 13 Dikgacoi, 14 Khumalo, 15 Furman, 16 Khune, 17 Parker, 18 Phala, 19 Mahlangu, 20 Manyisa, 21 Sangweni, 22 Meyiwa, 23 Rantie, CT: Igesund
Coppa d'Africa 20151 Keet, 2 Coetzee, 3 Mathoho, 4 Nhlapo, 5 Jali, 6 Ngcongca, 7 Masango, 8 Zungu, 9 Ndulula, 10 Vilakazi, 11 Matlaba, 12 Letsholonyane, 13 Sangweni, 14 Hlatshwayo, 15 Furman, 16 Khuzwayo, 17 Parker, 18 Phala, 19 Zwane, 20 Manyisa, 21 Gcaba, 22 Mabokgwane, 23 Rantie, CT: Mashaba
Coppa d'Africa 20191 Keet, 2 Mkhwanazi, 3 Maela, 4 Cardoso, 5 Mkhize, 6 Mphahlele, 7 Maboe, 8 Zungu, 9 Mothiba, 10 Serero, 11 Zwane, 12 Mokotjo, 13 Mabunda, 14 Hlatshwayo, 15 Furman, 16 Bvuma, 17 Vilakazi, 18 Hlanti, 19 Tau, 20 Kekana, 21 Veldwijk, 22 Williams, 23 Lorch, CT: Baxter
Coppa d'Africa 20231 Williams, 2 Mobbie, 3 Mashego, 4 Mokoena, 5 Xulu, 6 Modiba, 7 Appollis, 8 Adams, 9 Makgopa, 10 Tau, 11 Zwane, 12 Maseko, 13 Sithole, 14 Mvala, 15 Monare, 16 Mothwa, 17 Lepasa, 18 Kekana, 19 Sibisi, 20 Mudau, 21 Mayambela, 22 Goss, 23 Morena, 24 Xoki, 25 Mthethwa, 26 Mokwana, CT: Broos

### Gold Cup
CONCACAF Gold Cup 20051 Marlin, 2 Lekgwathi, 3 Thwala, 4 Evans, 5 Katza, 6 Gaxa, 7 Klate, 8 Siphika, 9 Mokoena, 10 Bianchi, 11 van Heerden, 12 Kgatla, 13 Nkosi, 14 Nomvethe, 15 Mofedi, 16 Radebe, 17 Noble, 18 Raselemane, 19 Ndlela, 20 Petersen, 21 Leremi, 22 Langeveldt, CT: Baxter

### Confederations Cup
FIFA Confederations Cup 19971 Arendse, 2 Motaung, 3 Nyathi, 4 Jackson, 5 Fish, 6 Masinga, 7 Larsen, 8 Ngobre, 9 Tovey, 10 Moshoeu, 11 Mkhalele, 12 Augustine, 13 Ndlanya, 14 Williams, 15 Khumalo, 16 Baloyi, 17 Mnguni, 18 Moeti, 19 Radebe, 20 Tinkler, CT: Barker
FIFA Confederations Cup 20091 Fernández, 2 Gaxa, 3 Masilela, 4 Mokoena, 5 Mhlongo, 6 Sibaya, 7 Davids, 8 Tshabalala, 9 Mphela, 10 Pienaar, 11 van Heerden, 12 Modise, 13 Dikgacoi, 14 Booth, 15 Mdledle, 16 Khune, 17 Parker, 18 Fanteni, 19 Moon, 20 Khumalo, 21 Mashego, 22 Baloyi, 23 Gould, CT: Santana

### Giochi olimpici
NOTA: per le informazioni sulle rose successive al 1948 visionare la pagina della Nazionale olimpica.

## Rosa attuale
Lista dei giocatori convocati per la Coppa delle nazioni africane 2023, che si disputerà fra il 13 gennaio e l'11 febbraio 2024 e la gara preparatoria contro il Lesotho del 10 gennaio.
Statistiche aggiornate al termine del loro percorso nel torneo, in cui si sono classificati terzi.
|  | P | Ronwen Williams      | 21 gennaio 1992   | 43 | -46 | M. Sundowns       |  |  |
|  | P | Veli Mothwa          | 12 febbraio 1991  | 10 | 0   | AmaZulu           |  |  |
|  | P | Ricardo Goss         | 2 aprile 1994     | 3  | 0   | SuperSport Utd    |  |  |
|  |   |                      |                   |    |     |                   |  |  |
|  | D | Siyanda Xulu         | 30 dicembre 1991  | 31 | 1   | SuperSport Utd    |  |  |
|  | D | Aubrey Modiba        | 22 luglio 1995    | 30 | 3   | M. Sundowns       |  |  |
|  | D | Nyiko Mobbie         | 11 settembre 1994 | 25 | 0   | Sekhukhune United |  |  |
|  | D | Mothobi Mvala        | 14 giugno 1994    | 24 | 1   | M. Sundowns       |  |  |
|  | D | Khuliso Mudau        | 26 aprile 1995    | 15 | 1   | M. Sundowns       |  |  |
|  | D | Grant Kekana         | 31 ottobre 1992   | 14 | 0   | M. Sundowns       |  |  |
|  | D | Nkosinathi Sibisi    | 22 settembre 1995 | 11 | 0   | Orlando Pirates   |  |  |
|  | D | Terrence Mashego     | 28 giugno 1996    | 8  | 0   | M. Sundowns       |  |  |
|  | D | Tapelo Xoki          | 10 aprile 1995    | 0  | 0   | Orlando Pirates   |  |  |
|  |   |                      |                   |    |     |                   |  |  |
|  | C | Teboho Mokoena       | 24 gennaio 1997   | 36 | 6   | M. Sundowns       |  |  |
|  | C | Thapelo Morena       | 6 agosto 1993     | 22 | 0   | M. Sundowns       |  |  |
|  | C | Sphephelo Sithole    | 3 marzo 1999      | 17 | 0   | Tondela           |  |  |
|  | C | Sibongiseni Mthethwa | 20 settembre 1994 | 9  | 0   | Kaizer Chiefs     |  |  |
|  | C | Thabang Monare       | 16 settembre 1989 | 9  | 0   | Orlando Pirates   |  |  |
|  | C | Thapelo Maseko       | 11 novembre 2002  | 8  | 1   | M. Sundowns       |  |  |
|  | C | Jayden Adams         | 5 maggio 2001     | 6  | 0   | Stellenbosch      |  |  |
|  |   |                      |                   |    |     |                   |  |  |
|  | C | Percy Tau            | 13 maggio 1994    | 49 | 16  | Al-Ahly           |  |  |
|  | C | Themba Zwane         | 3 agosto 1989     | 43 | 9   | AmaZulu           |  |  |
|  | C | Zakhele Lepasa       | 3 gennaio 1997    | 19 | 3   | Orlando Pirates   |  |  |
|  | C | Evidence Makgopa     | 5 giugno 2000     | 18 | 4   | Orlando Pirates   |  |  |
|  | C | Mihlali Mayambela    | 25 agosto 1996    | 16 | 2   | Arīs Limassol     |  |  |
|  | C | Oswin Appollis       | 25 agosto 2001    | 3  | 0   | Polokwane City    |  |  |
|  | C | Elias Mokwana        | 8 settembre 1999  | 0  | 0   | Sekhukhune United |  |  |

## Record individuali
Di seguito i primi 10 giocatori della nazionali per numero di presenze e numero di reti.
- Dati aggiornati al 25 marzo 2025.

| Posizione | Giocatore          | Presenze | Reti | Periodo   |
| --------- | ------------------ | -------- | ---- | --------- |
| 1         | Aaron Mokoena      | 107      | 1    | 1999-2010 |
| 2         | Itumeleng Khune    | 91       | 0    | 2008-2018 |
| 3         | Siphiwe Tshabalala | 89       | 12   | 2006-2017 |
| 4         | Siyabonga Nomvethe | 82       | 16   | 1999-2012 |
| 5         | Benni McCarthy     | 80       | 32   | 1997-2012 |
| 6         | Shaun Bartlett     | 74       | 28   | 1995-2005 |
| 7         | John Moshoeu       | 73       | 8    | 1992-2004 |
| 8         | Delron Buckley     | 72       | 10   | 1999-2008 |
| 8         | Bernard Parker     | 72       | 23   | 2007-2015 |
| 10        | Lucas Radebe       | 70       | 2    | 1992-2003 |

| Posizione | Giocatore          | Reti | Presenze | Periodo   |
| --------- | ------------------ | ---- | -------- | --------- |
| 1         | Benni McCarthy     | 32   | 80       | 1997-2012 |
| 2         | Shaun Bartlett     | 28   | 74       | 1995-2005 |
| 3         | Katlego Mphela     | 23   | 53       | 2005-2013 |
| 3         | Bernard Parker     | 23   | 72       | 2007-2015 |
| 6         | Phil Masinga       | 19   | 58       | 1992-2001 |
| 7         | Siyabonga Nomvethe | 16   | 82       | 1999-2012 |
| 7         | Percy Tau          | 16   | 52       | 2017-     |
| 9         | Sibusiso Zuma      | 13   | 67       | 1998-2008 |
| 10        | Tokelo Rantie      | 12   | 41       | 2012-2017 |
| 10        | Siphiwe Tshabalala | 12   | 89       | 2006-2017 |
| 10        | Themba Zwane       | 12   | 51       | 2014-     |